# Mark O’Toole (Musiker)
Mark O’Toole (* 6. Januar 1964 in Liverpool) ist ein britischer Sänger und Bassist. Er war Mitglied der kommerziell erfolgreichen Band Frankie Goes to Hollywood; O’Toole ist Co-Autor der britischen Nummer-eins-Hits Relax, Two Tribes und The Power of Love aus dem Jahr 1984. Nach Auflösung von Frankie Goes to Hollywood war O’Toole Bassist der Rockgruppe Trapped by Mormons.
O’Toole lebt mit seiner Familie im US-Bundesstaat Florida.  